# Ben Foster
Den här artikeln handlar om skådespelaren, för fotbollsspelaren se Ben Foster (fotbollsspelare)
Benjamin A. "Ben" Foster, född 29 oktober 1980 i Boston i Massachusetts, är en amerikansk skådespelare. Han är bland annat känd för rollerna som Russell Corwin i TV-serien Six Feet Under, Angel i X-Men: The Last Stand och Medivh i Warcraft: The Beginning.
Han är äldre bror till skådespelaren Jon Foster. 2012–2015 hade Ben Foster ett förhållande med skådespelaren Robin Wright. Paret förlovade sig 2014 men bestämde sig att gå skilda vägar 12 november samma år. Tidigt 2015 förlovade de sig igen men förhållandet tog slut på nytt i augusti 2015.
I oktober 2016 förlovade han sig med Laura Prepon och paret gifte sig i juni 2018. Paret har två barn tillsammans.

## Filmografi
- 1999 – Liberty Heights
- 2001 – Get Over It
- 2002 – Bang Bang You're Dead (TV-serie)
- 2002 – Phone Booth
- 2003 – 11:14
- 2004 – The Punisher
- 2004 – Six Feet Under (TV-serie)
- 2005 – Gisslan
- 2006 – X-Men: The Last Stand
- 2007 – 30 Days of Night
- 2007 – Alpha Dog
- 2007 – 3:10 to Yuma
- 2008 – Birds of America
- 2009 – The Messenger
- 2009 – Pandorum
- 2010 – Here
- 2011 – The Mechanic
- 2011 – 360
- 2012 – Contraband
- 2013 – Kill Your Darlings
- 2013 – Lone Survivor
- 2015 – The Finest Hours
- 2016 – Warcraft: The Beginning
- 2016 – Hell or High Water
- 2016 – Inferno
- 2025 – Christy
- 2025 – Motor City